# 모피를 입은 비너스 (2012년 영화)
"모피를 입은 비너스"는 2012년에 개봉한 대한민국의 영화이다.

## 캐스팅
- 서정 : 구주원 역
- 백현진 : 현민수 역
- 문종원 :  연지훈 역
- 안지혜 : 육정아 역
- 김동수 : 별장지기 역
- 라경덕 : 라 형사 역
- 김승훈 : 김 형사 역
- 조경숙 : 이 대표 역
- 구본석 : 의사 역
- 추민영 : 은혜 역
- 강신하 : 수행원 1 역
- 김한보 : 수행원 2 역
- 김동균 : 숲 속의 남자 1 역
- 김세현 : 숲 속의 남자 2 역
- 김진욱 : 숲 속의 남자 3 역
- 이바노 : 이바노 역
- 백종학 : 허 회장 역 (우정출연)